# Orgelbüchlein
L'Orgelbüchlein (Petit llibre d'orgue) és un llibre de peces per a orgue escrit per Johann Sebastian Bach durant el període de 1708-1714, quan era organista a la cort ducal de Weimar. S'ha previst com un conjunt de 164 preludis corals (composicions de menor escala basades en les melodies coral) que abastarien tot l'any litúrgic, però Bach només va completar quaranta-sis preludis corals i va deixar menys de dos compassos d'un quadragèsim setè. Els preludis corals d'aquesta col·lecció constitueixen els números que van del BWV 599 al BWV 644. L'Orgelbüchlein va ser pensat com una eina pedagògica, com ho indica la dedicatòria de la portada:
dem höchsten Gott allein zu Ehren,
dem Nächsten, draus sich zu belehren.
a l'honor de Déu altíssim;
al veí, perquè n'aprengui.

## Anàlisi de l'estil
Des del punt de vista estilístic, els preludis corals de l’Orgelbüchlein presenten diverses característiques comunes, que són els trets distintius del que es pot anomenar "estil de coral Orgelbüchlein":
- La melodia coral, adornada i embellida en diferents graus d'intervenció, o sense cap adornament en tot el coral, és a una sola veu (excepte en el coral BWV 615, In dir ist Freude, en el qual la melodia es fragmenta en motius amb salts entre les diferents veus).
- La melodia és a la veu de soprano (excepte en el BWV 611, Christum, wir sollen loben schon, en la qual està en la veu de contralt, i en els preludis canònics BWV 600, 608, 618, 619, 620, 624, 629 i 633/634).
- Les peces estan escrites en un contrapunt a quatre veus (a excepció del BWV 599, Nun komm, der Heiden Heiland, i el BWV 619, Christe du Lamm Gottes, que estan escrits a cinc veus, i el BWV 639, Ich ruf' zu dir, Herr Jesu Christ, que està escrit a tres veus).
- Les peces duren exactament el que dura la melodia del coral, i no hi ha ni introduccions ni codes.[nota 1]

## Contingut
Els preludis corals de l'Orgelbüchlein segueixen el calendari litúrgic anual:
Advent:
- BWV 599 — Nun komm, der Heiden Heiland
- BWV 600 — Gott, durch deine Güte (o Gottes Sohn ist kommen)
- BWV 601 — Herr Christ, der einge Gottes-Sohn (o Herr Gott, nun sei gepreiset)
- BWV 602 — Lob sei dem allmächtigen Gott

Nadal:
- BWV 603 — Puer natus in Bethlehem
- BWV 604 — Gelobet seist du, Jesu Christ
- BWV 605 — Der Tag, der ist so freudenreich
- BWV 606 — Vom Himmel hoch, da komm ich her
- BWV 607 — Vom Himmel kam der Engel Schar
- BWV 608 — In dulci jubilo
- BWV 609 — Lobt Gott, ihr Christen, allzugleich
- BWV 610 — Jesu, meine Freude
- BWV 611 — Christum wir sollen loben schon
- BWV 612 — Wir Christenleut

Any Nou:
- BWV 613 — Helft mir Gotts Güte preisen
- BWV 614 — Das alte Jahre vergangen ist
- BWV 615 — In dir ist Freude

Candelera:
- BWV 616 — Mit Fried und Freud ich fahr dahin
- BWV 617 — Herr Gott, nun schleuß den Himmel auf

Quaresma:
- BWV 618 — O Lamm Gottes, unschuldig
- BWV 619 — Christe, du Lamm Gottes
- BWV 620 — Christus, der uns selig macht
- BWV 621 — Da Jesus an dem Kreuze stund
- BWV 622 — O Mensch, bewein dein Sünde groß
- BWV 623 — Wir danken dir, Herr Jesu Christ
- BWV 624 — Hilf, Gott, daß mir's gelinge
- O Traurigkeit, o Herzeleid (fragment)

Pasqua:
- BWV 625 — Christ lag in Todesbanden
- BWV 626 — Jesus Christus, unser Heiland, der den Tod überwand
- BWV 627 — Christ ist erstanden
- BWV 628 — Erstanden ist der heil'ge Christ
- BWV 629 — Erschienen ist der herrliche Tag
- BWV 630 — Heut triumphieret Gottes Sohn

Pentecosta:
- BWV 631 — Komm, Gott Schöpfer, Heiliger Geist
- BWV 632 — Herr Jesu Christ, dich zu uns wend
- BWV 634 — Liebster Jesu, wir sind hier
- BWV 633 — Liebster Jesu, wir sind hier (distinctius)

Preludis basats en himnes del catecisme:
- BWV 635 — Dies sind die heil'gen zehn Gebot
- BWV 636 — Vater unser im Himmelreich
- BWV 637 — Durch Adams Fall ist ganz verderbt
- BWV 638 — Es ist das Heil uns kommen her

Miscel·lània:
- BWV 639 — Ich ruf zu dir, Herr Jesu Christ
- BWV 640 — In dich hab ich gehoffet, Herr
- BWV 641 — Wenn wir in höchsten Nöten sein
- BWV 642 — Wer nur den lieben Gott läßt walten
- BWV 643 — Alle Menschen müssen sterben
- BWV 644 — Ach wie nichtig, ach wie flüchtig